# Diastellopalpus
Diastellopalpus là một chi bọ cánh cứng thuộc họ Scarabaeidae.